# Астіонім
Астіонім (грец. ἄστυ — міський), або полісонім (грец. πόλις — місто, грец. όνομα— ім'я) — різновид ойконіма; власна назва міського поселення.
Астіонім виконує функції розрізнення топонімів та орієнтації людини в них. Саме означенням міського типу населеного пункту астіонім відрізняється від іншого виду ойконіма — комоніма (власної назви селища чи сільського поселення).
У розрізі лінгвокультурологічного аналізу на позначення назви міського поселення, що є предметом комплексного дослідження в ономастико-культурологічному плані, використовується термін астіокультуронім.

## Характеристика
Астіонім є водночас і типовим, і специфічним різновидом ойконіма. Типовість астіоніма виявляється в тому, що до появи міст, первісно існували мікротопоніми, тобто такі осередки місць проживання груп людей, як осада, хутір, село тощо. Але передбачити трансформацію цих поселень у міста, видавалось неможливим. Тому міська назва не добиралася навмисно і не протиставлялася назві сільській (комонімові). Специфічність астіонімів полягає вже у доконаному фактові набуття таким різновидом поселення міського статусу. Їхні назви можуть залишатися без змін, але часто, поселення, що ставало згодом містом — перейменовувалося та/або дооформлювалося формотворчими морфемами у назві (суфіксами, формантами, компонентами тощо), зокрема, в українській мові — суфіксами -ськ, -цьк (Луганськ), характерним для античних топонімів формантом -ія (Олександрія), компонентом -поль (Маріуполь).